# ジャパンミート
株式会社ジャパンミート（英: JAPAN MEAT Co.Ltd.,）は、茨城県を中心に関東地方で店舗を展開するスーパーマーケットチェーン。株式会社JMホールディングスの完全子会社。
本項では傘下企業各社を統括する持株会社の株式会社JMホールディングス（英: JM-Holdings CO., LTD.）についても記述する。

## 概要
ホームセンターのジョイフル本田と業務提携しており、各所のジョイフルの生鮮館（生鮮食料品売り場）にテナント入居している。また、北海道のジョイフルエーケーにもテナント入居していた時期がある。
ジャパンミートオリジナルのPB商品を持つ。

## 沿革
- 1945年（昭和20年）- 前身である「丸八肉店」を創業。
- 1975年（昭和50年）- カスミ畜産株式会社設立。
- 1978年（昭和53年）- 茨城県に株式会社ジャパンミートを設立。
- 1983年（昭和58年）- 勝田市長崎屋内に小売1号店「勝田店」をオープン
- 1985年（昭和60年）- 惣菜の製造・販売の株式会社ジャパンデリカを設立。
- 1997年（平成9年） - ジャパンデリカを外食産業に変更し、「焼肉や漫遊亭」をオープン。
- 2003年（平成15年）10月 - 北海道に進出。ジョイフルエーケー大曲店内に「北海道大曲店」をオープン（2020年9月27日閉店） 。
- 2007年（平成19年）1月 - 東京に進出。ジョイフル本田瑞穂店内に「瑞穂店」をオープン。
- 2013年（平成25年）9月 - 全日本食品から花正（肉のハナマサ）の株式を取得[3]。
- 2016年（平成28年）
  - 4月 - 東京証券取引所第二部上場。
  - 9月 - ジャパンミート株式会社を吸収合併。
- 2017年（平成29年）
  - 2月 - AATJ株式会社を子会社化
  - 4月 - 株式会社アクティブマーケティングシステムを子会社化
- 2018年（平成30年）7月 - 東京証券取引所第一部に指定[4]。
- 2020年（令和2年）2月 - 持株会社制へ移行。株式会社ジャパンミート（初代）は株式会社JMホールディングスへ商号変更。事業は株式会社ジャパンミート分割準備会社から商号変更された株式会社ジャパンミート（2代）が継承。
- 2021年（令和3年）2月1日 - ジョイフル本田新田店に併設し、ジャパンミート生鮮館がテナント入居しているニコモール新田を運営する株式会社田園都市未来新田を、連結子会社化[5]。
- 2023年（令和5年）1月23日 - 東京都内で食品スーパーなど17店[6]を運営する「スーパーみらべる」（東京都板橋区）を買収すると発表。同社の全株式を買い取り、子会社化する。株式譲渡の実行日は2023年3月1日[7]。

## 会社の現況（2019年7月31日現在）

### 株式の状況
- 発行可能株式総数 - 85,000,000株
  - 発行済株数 - 26,697,270株（自己株230を除く）
  - 普通株主数 - 18,694名

### 大株主（上位10名）
| 株主名                                      | 株数      | 持株比率(%) |
| ------------------------------------------- | --------- | ----------- |
| 境 正博                                     | 5,125,200 | 19.21       |
| 境 弘治                                     | 3,211,300 | 12.04       |
| 境 和弘                                     | 2,695,400 | 10.10       |
| 藤原 ひろみ                                 | 1,066,900 | 4.00        |
| 従業員持株会                                | 1,052,800 | 3.95        |
| Northern Trust CO.(AVFC) RE Fidelity FUNDs  | 1,016,200 | 3.81        |
| 株式会社ジョイフル本田                      | 800,000   | 3.00        |
| 境 和美                                     | 739,000   | 2.77        |
| State Street Band Aand Trust Company 505224 | 684,200   | 2.56        |
| 藤原 克朗                                   | 536,300   | 2.01        |

- 自己株式584株を保有しているが、上記大株主からは除外
- 持株比率は、自己株式を控除して計算

### 親会社の状況
- 該当なし

### 重要な子会社の状況
| 会社名                                   | 資本金(百万円) | 議決権比率(%) | 事業内容         |
| ---------------------------------------- | -------------- | ------------- | ---------------- |
| 株式会社ジャパンデリカ                   | 40             | 100           | 外食事業         |
| 株式会社パワーマート                     | 49             | 100           | 食品小売業       |
| 株式会社花正                             | 95             | 100           | 食品小売業       |
| AATJ株式会社                             | 85             | 100           | イベント関連事業 |
| 株式会社アクティブマーケティングシステム | 40             | 75.79%        | 外部委託事業     |
| 株式会社タジマ                           | 16             | 100           | 食品小売業       |

- 2019年5月1日付で株式会社タジマの株式を取得、連結子会社化

### 主要な借入先の状況
| 会社名              | 借入額(百万円) |
| ------------------- | -------------- |
| 株式会社常陽銀行    | 2,826          |
| 株式会社三菱UFJ銀行 | 1,116          |
| 株式会社みずほ銀行  | 953            |

### 企業集団の使用人の状況
| 従業員数 | 前年比 | 平均年齢 | 平均勤続年数 |
| -------- | ------ | -------- | ------------ |
| 1,157    | △153   | 37.2     | 5.4年        |

- 使用人数は従業員数であり、パート・嘱託及び派遣社員(3,499名)は除外
- 従業員数には、出向者は除外
- 従業員数前年比が、△153となっているのは、主としてタジマが連結子会社となったことによるもの

### 企業集団の主要な事業内容
| 事業の種類別セグメント | 主な事業内容                             |
| ---------------------- | ---------------------------------------- |
| スーパーマーケット事業 | 食品小売業                               |
| その他                 | 外食事業、イベント関連事業、外部委託事業 |

### 株主優待
| 株数        | 内容                      |
| ----------- | ------------------------- |
| 100株以上   | 2000円相当の精肉関連商品  |
| 500株以上   | 3000円相当の精肉関連商品  |
| 1000株以上  | 5000円相当の精肉関連商品  |
| 10000株以上 | 10000円相当の精肉関連商品 |

## 所在地
- 本社 - 茨城県土浦市卸町2丁目3番30

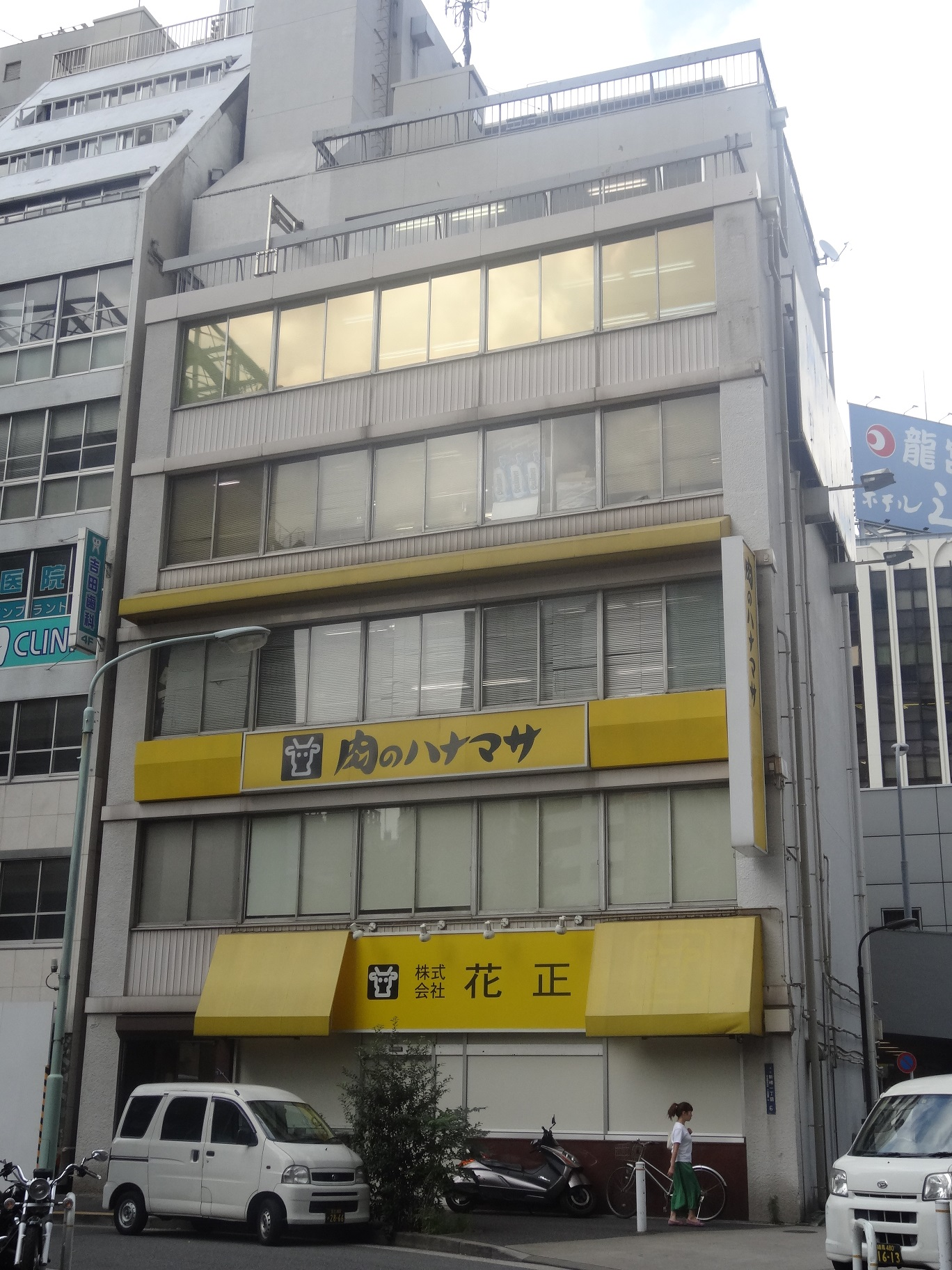
東京本部があるジャパンミート芝浦ビル

- 東京本部 - 東京都港区芝浦3丁目15番9
- 加工物流センター - 茨城県東茨城郡
- つくばセンター - 茨城県土浦市

小売店
卸売店
- （茨城県水戸市） 水戸店

## 傘下企業
- 株式会社ジャパンデリカ - 焼肉や漫遊亭・とんかつや漫遊亭を経営。
- 株式会社パワーマート - スーパーマーケット「パワーマート」を経営。
- 株式会社花正 - 肉のハナマサを経営。
- 株式会社タジマ - スーパーマーケット「タジマ」を経営。
- 株式会社ニコモール - ジョイフル本田新田店に併設しているショッピングセンター「ニコモール新田」を運営。

## 関連企業
- ジョイフル本田
- ジョイフルエーケー